# Yarima García
Yarima L. García (* 25. Juli 2004) ist eine kubanische Leichtathletin, die sich auf den Sprint spezialisiert hat.

## Sportliche Laufbahn
Erstmals Erfahrungen bei internationalen Meisterschaften sammelte Yarima García im Jahr 2022, als sie bei den U20-Weltmeisterschaften in Cali in 23,46 s den siebten Platz im 200-Meter-Lauf belegte und über 100 Meter mit 11,56 s im Halbfinale ausschied. Im Jahr darauf schied sie bei den Zentralamerika- und Karibikspielen in San Salvador mit 11,96 s im Vorlauf über 100 Meter aus und siegte mit 43,17 s mit der kubanischen 4-mal-100-Meter-Staffel. Im August startete sie mit der Staffel bei den Weltmeisterschaften in Budapest und verpasste dort mit 43,17 s den Finaleinzug. Ende Oktober belegte sie bei den Panamerikanischen Spielen in Santiago de Chile in 11,71 s den siebten Platz über 100 Meter und siegte mit der Staffel in 43,72 s gemeinsam mit Laura Moreira, Enis Pérez und Yunisleydis García.
2022 wurde García kubanische Meisterin im 100- und 200-Meter-Lauf sowie in der 4-mal-100-Meter-Staffel.

## Persönliche Bestzeiten
- 100 Meter: 11,32 s (+1,4 m/s), 10. März 2023 in Havanna
- 200 Meter: 23,38 s (−0,5 m/s), 28. April 2023 in Caracas